# Агневщиков, Александр Владимирович
Александр Владимирович Агневщиков (16 декабря 1972, Нарва, Эстонская ССР, СССР) — советский, эстонский и российский хоккеист, защитник сборной Эстонии.

## Биография
Профессионально играть в хоккей начал в советском первенстве. Первым коллективом был нарвский «Крейнгольм». Большую часть карьеры провёл в России, где выступал за клубы «Северсталь», ХК «Липецк», «Дизелист», «Металлург» (Новокузнецк), «Сибирь», «Трактор», «Молот-Прикамье». Играл в чемпионатах Эстонии, Финляндии, Казахстана и Белоруссии.
В 2003 году, выступая за команду 2 финской лиги «Саламат», выходил в одном звене с олимпийской чемпионкой по хоккею канадкой Хейли Уикенхайзер.
Затем — игрок клуба «Тарту Калев-Вялк» в чемпионате эстонской хоккейной лиги.
Помимо эстонского гражданства имеет и российский паспорт.

## В сборной
Участник 11 чемпионатов мира по хоккею в низших дивизионах. Победитель и призёр соревнований в дивизионах C и B. С 1995 по 2006 год являлся одним из лидеров сборной. Включён в число лучших хоккеистов Эстонии за всю историю.